# Вязынский сельсовет
Вя́зынский сельсовет — административная единица на территории Вилейского района Минской области Белоруссии. Вязынский сельсовет образован в 1940 году. Граничит с Ильянским и Хотенчицким сельсоветами Вилейского района, и сельсоветами Молодечненского района Минской области.

## Состав
Вязынский сельсовет включает 33 населённых пункта:
- Березово — деревня.
- Буйли — деревня.
- Вязынка — деревня.
- Вязынь — агрогородок.
- Есьмановцы — деревня.
- Заозерье — деревня.
- Дуровичи — деревня.
- Кобузи — деревня.
- Кухты — деревня.
- Кучки — деревня.
- Лоевщина — деревня.
- Латыголь — деревня.
- Левково — деревня.
- Лесная — деревня.
- Луговые — деревня.
- Матчицы — деревня.
- Нестерки — деревня.
- Озерец — деревня.
- Петрашово — деревня.
- Понятичи — деревня.
- Располье — деревня.
- Редьковичи — деревня.
- Роговичи — деревня.
- Ромейки — деревня.
- Рыбчанка — деревня.
- Седица — деревня.
- Селище — агрогородок.
- Тригузи — деревня.
- Тяпинцы — деревня.
- Фальки — деревня.
- Чехи — деревня.
- Щуки — деревня.
- Ермоличи — деревня.

## Демография
На территории совета в 2011 году проживало 1866 человек.
Из них:
- Моложе трудоспособного возраста — 245
- Трудоспособного возраста — 937
- Старше трудоспособного возраста — 684

## Производственная сфера
- ГЛХУ «Вилейский опытный лесхоз» Вязынское лесничество.
- ОАО «Новая Вилия». Специализация — производство мяса, молока, зерна, картофеля, овощей.
- КСУП «Вязынское — агро». Специализация — производство мяса, молока, зерна, картофеля, овощей.

## Социально-культурная сфера
Здравоохранение: учреждение здравоохранения «Вилейская ЦРБ» Вязынская врачебная амбулатория, 1 фельдшерско-акушерских пункт в аг. Селище, 1 аптека в аг. Вязынь.
Образование: Латыгольская общеобразовательная базовая школа (40 уч-ся), Вязынский учебно-педагогический комплекс детский сад — общеобразовательная средняя школа, Селищанский учебно-педагогический комплекс детский сад — общеобразовательная начальная школа.
Культура: Центр культуры и свободного времени (аг. Вязынь), сельский клуб (аг. Селище), 2 библиотеки (аг. Вязынь, аг. Селище) филиал Ильянской музыкальной школы.